# Storbjörntjärnen
Storbjörntjärnen är en sjö i Krokoms kommun i Jämtland och ingår i Indalsälvens huvudavrinningsområde. Storbjörntjärnen ligger i Gråberget-Hotagsfjällen Natura 2000-område.